# Carpatolechia decorella

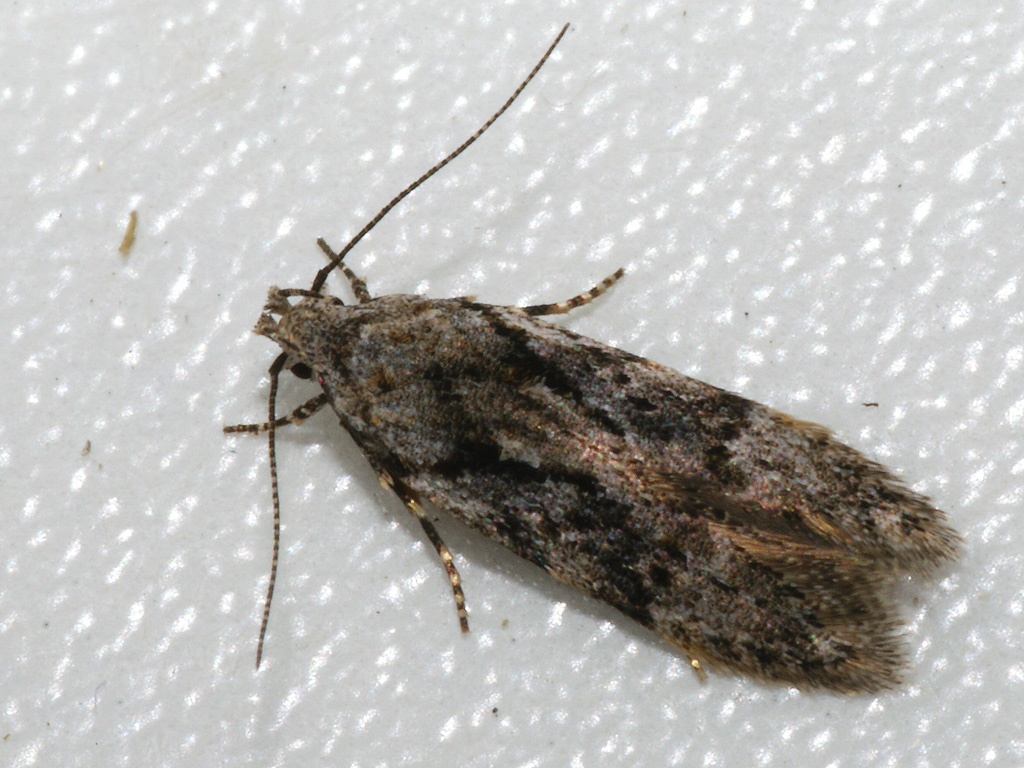
Fund im Sommer mit ursprünglicher Flügelmusterung

Carpatolechia decorella ist ein Schmetterling aus der Familie der Palpenmotten (Gelechiidae). Die Art wurde von dem englischen Entomologen Adrian Hardy Haworth im Jahr 1812 als Tinea decorella erstbeschrieben.

## Merkmale
Die Flügelspannweite der Falter beträgt etwa 14 mm. Obwohl die Intensität der Flecke und die Tiefe der Grundfarbe recht unterschiedlich sind, weist diese Art im Allgemeinen einen markanten kurzen schwarzen Streifen an der Basis des Vorderrands der Vorderflügel auf. Die Flügelmusterung ist charakteristisch. Das zweite Segment der Labialpalpen ist bräunlich mit einer weißen Spitze, was auch zur Unterscheidung von ähnlichen Arten dienen kann, wie zum Beispiel C. alburnella, die ein völlig weißliches zweites Segment aufweist.
Die Raupen sind hellgrün gefärbt. Die Kopfkapsel ist hellbraun, der Nackenschild weist zwei große dunkelbraune Flecke auf.

## Verbreitung
Carpatolechia decorella ist in der westlichen Paläarktis heimisch. Die Art ist in Europa weit verbreitet. Im Norden reicht das Vorkommen bis nach Fennoskandinavien, England und Schottland, im Süden reicht das Vorkommen bis in den Mittelmeerraum einschließlich der nordafrikanischen Küste sowie im Osten bis nach Russland. In England gilt die Art als selten. In Irland ist sie offenbar nicht vertreten.

## Lebensweise
Carpatolechia decorella ist eine univoltine Art. Sie gehört zu den ganz wenigen Gelechiidae-Arten, die als Imago überwintern. Die Falter erscheinen im Juli und werden noch bis in den September beobachtet. Nach der Überwinterung können sie noch im darauffolgenden Frühjahr im März und im April angetroffen werden. Die Schmetterlinge findet man häufig an der Rinde von Bäumen, wo sie aufgrund ihrer Färbung gut getarnt sind. Die Raupen leben in einem zusammengesponnen Blatt ihrer Wirtspflanze. Die polyphage Art besitzt eine Reihe von holzigen Wirtspflanzen: Weiß-Tanne, Kornelkirsche, Roter Hartriegel, Perückenstrauch, die Gattung der Steinlinden (Phillyrea), die Pistazie und die Terpentin-Pistazie, die Erlenblättrige Eiche, die Kermeseiche, die Steineiche und die Stieleiche sowie die Gattung Rhus aus der Familie der Sumachgewächse. Die Verpuppung findet im zusammengewickelten Blatt statt.